# مايك كيلي (لاعب كرة قدم)
مايك كيلي (بالإنجليزية: Mike Kelly)‏ (18 أكتوبر 1942 بنورثامبتون في المملكة المتحدة - ) هو مدرب كرة قدم ولاعب كرة قدم بريطاني في مركز حراسة المرمى. لعب مع برمنغهام سيتي وكوينز بارك رينجرز ومنيسوتا كيكس ‏ ومنتخب إنجلترا الوطني لكرة القدم للهواة ‏ ونادي ويمبلدون.

## وصلات خارجية
- مايك كيلي على موقع قاعدة بيانات كرة القدم.إي يو (الإنجليزية)
- مايك كيلي على موقع Soccerbase.com (مدرب) (الإنجليزية)